# Skanes
Skanès (àrab: صقانس, Ṣqānis) és una vila i platja de Tunísia, situada uns 3 km a l'oest de Monastir. Ocupa la franja costanera davant l'Aeroport Internacional de Monastir, conegut també com a Aeroport Internacional Monastir-Skanes, zona en la qual s'han establert nombrosos hotels. Al sud de Skanès i a l'est de l'aeroport hi ha un golf. La ciutat té una població permanent d'uns 10.000 habitants, però la població és estacional i augmenta molt a l'estiu i al desembre. És concorreguda principalment per britànics.

## Administració
És el centre d'un sector o imada, amb codi geogràfic 32 51 57 (ISO 3166-2:TN-12), dins de la delegació o mutamadiyya de Monastir (32 51).
Al mateix temps, forma una circumscripció o dàïra (codi geogràfic 32 11 13), dins de la municipalitat o baladiyya de Monastir (32 11).